# Голу-Грабічина
Голу-Грабічина (рум. Golu Grabicina) — село у повіті Бузеу в Румунії. Входить до складу комуни Скорцоаса.
Село розташоване на відстані 119 км на північний схід від Бухареста, 32 км на північ від Бузеу, 104 км на захід від Галаца, 88 км на схід від Брашова.

## Населення
За даними перепису населення 2002 року у селі проживали 375 осіб, усі — румуни. Усі жителі села рідною мовою назвали румунську.